# Less Is More
Less Is More es el álbum de estudio debut del DJ belga y productor discográfico Lost Frequencies. Se estrenó el 21 de octubre de 2016 por Lost & Cie bajo licencia exclusiva de Armada Music y Ultra Music. El álbum fue preseleccionado por IMPALA (The Independent Music Companies Association) para el Premio al Álbum del Año 2016, que premia anualmente el mejor álbum lanzado en un sello europeo independiente.

## Promoción
«Are You with Me» se lanzó como primer sencillo el 26 de enero de 2015. «Reality» (con Janieck Devy) fue estrenado como el segundo sencillo el 24 de mayo de 2015. Posteriormente «Beautiful Life» (con Sandro Cavazza ) y «What Is Love 2016» se publicaron como tercer y cuarto sencillo de la producción discográfica el 3 de junio de 2016 y 7 de octubre de 2016, respectivamente. «All or Nothing» se lanzó como el quinto sencillo y último sencillo el 17 de febrero de 2017.

## Lista de canciones
| 'Less Is More |                                         |          |  |
| N.º           | Título                                  | Duración |  |
| 1.            | «All or Nothing» (con Axel Ehnström)    | 2:37     |  |
| 2.            | «What Is Love 2016»                     | 3:08     |  |
| 3.            | «Beautiful Life» (con Sandro Cavazza)   | 2:41     |  |
| 4.            | «Sky Is the Limit» (con Jake Reese)     | 2:27     |  |
| 5.            | «Reality» (con Janieck Devy)            | 2:38     |  |
| 6.            | «Dance with Me»                         | 3:57     |  |
| 7.            | «In Too Deep»                           | 3:54     |  |
| 8.            | «Dying Bird» (con Joakim Wilow)         | 3:08     |  |
| 9.            | «Funky'n Brussels»                      | 3:01     |  |
| 10.           | «Send Her My Love»                      | 3:38     |  |
| 11.           | «Lift Me Up» (con Nick Schilder)        | 3:12     |  |
| 12.           | «Are You with Me»                       | 2:18     |  |
| 13.           | «St. Peter»                             | 3:29     |  |
| 14.           | «Selfish Love»                          | 3:40     |  |
| 15.           | «Footsteps in the Night»                | 4:24     |  |
| 16.           | «What Goes Around Comes Around» (bonus) | 3:11     |  |

## Posicionamiento en listas
| Listas (2016)                | Mejor posición |
| ---------------------------- | -------------- |
| Bélgica (Ultratop flamenca)  | 3              |
| Bélgica (Ultratop valona)    | 10             |
| Francia (SNEP)               | 108            |
| Países Bajos (Album Top 100) | 40             |
| Suiza (Schweizer Hitparade)  | 48             |

| Listas (2016)               | Mejor posición |
| --------------------------- | -------------- |
| Bélgica (Ultratop Flanders) | 52             |
| Bélgica (Ultratop Wallonia) | 99             |